# ښ
ښ는 파슈토어에서 무성 권설 마찰음을 나타내는 글자이다.